# Kallokibotion bajazidi
Kallokibotion bajazidi — вимерлий примітивний вид прісноводних черепах, що належить до підряду Meiolaniformes. Черепаха існувала у кінці крейдяного періоду (70-66 млн років тому). Скам'янілі рештки виду знайдені у Румунії. Рештки черепахи, що були виявлені у 2014 році, спершу описали як рештки птерозавра із роду Thalassodromeus.

## Опис
Це була велика черепаха: череп сягав близько 40 см завдовжки, а загальна довжина тіла повинна була перевищувати 2,5 метра. Панцир був широким і відносно плоским, і припускається, що ця тварина жила у прісних водоймах.